# Liste des monarques du Lesotho
Voici la liste des monarques du Lesotho à partir de son indépendance vis-à-vis de l'Empire britannique.

## Liste
| Nom                    | Début du règne   | Fin du règne     | Notes                    |
| ---------------------- | ---------------- | ---------------- | ------------------------ |
| Moshoeshoe II          | 30 avril 1965    | 10 février 1970  | 1er règne                |
| Joseph Leabua Jonathan | 10 février 1970  | 5 juin 1970      | Premier ministre, régent |
| 'Mamohato              | 5 juin 1970      | 5 décembre 1970  | Régente                  |
| Moshoeshoe II          | 5 décembre 1970  | 10 mars 1990     | 2e règne                 |
| 'Mamohato              | 10 mars 1990     | 12 novembre 1990 | Régente                  |
| Letsie III             | 12 novembre 1990 | 25 janvier 1995  | 1er règne                |
| Moshoeshoe II          | 25 janvier 1995  | 15 janvier 1996  | 3e règne                 |
| 'Mamohato              | 15 janvier 1996  | 7 avril 1996     | Régente                  |
| Letsie III             | 7 avril 1996     | en fonction      | 2e règne                 |